# Shelter Islands
Shelter Islands är öar i Antarktis. De ligger i havet utanför Västantarktis. Argentina, Chile och Storbritannien gör anspråk på området.